# Hyakunin-giri Kyōsō
Der Hyakunin-giri Kyōsō (japanisch 百人斬り競争, deutsch etwa „Wettstreit, 100 Menschen mit einem Schwert zu töten“) war ein „Wettstreit“ zweier japanischer Armeeoffiziere während des Zweiten Japanisch-Chinesischen Kriegs 1937, wer es zuerst schafft, 100 Menschen mit seinem Schwert zu töten. Beide wurden später als Kriegsverbrecher hingerichtet. Seit damals wird die Historizität dieses Ereignisses von japanischen Nationalisten und revisionistischen Historikern angezweifelt, die auch das Massaker von Nanjing verharmlosen.
Diese Angelegenheit erschien zuerst während des Krieges in einer Reihe japanischer Zeitungen, die die Tötungen im Rahmen des „Wettstreits“ der beiden japanischen Offiziere glorifizierten. Erneut kam sie in der Öffentlichkeit in den 1970er Jahren auf und entzündete eine größere Kontroverse über die japanischen Kriegsverbrechen in China und das Massaker von Nanjing im Besonderen.
Die ursprünglichen Zeitungsberichte beschrieben die Tötungen als Zweikampf, während Historiker sie als weiteren Teil der weitverbreiteten Massenmorde an wehrlosen Gefangenen jener Zeit ansehen.

## Zeitgenössische Berichte

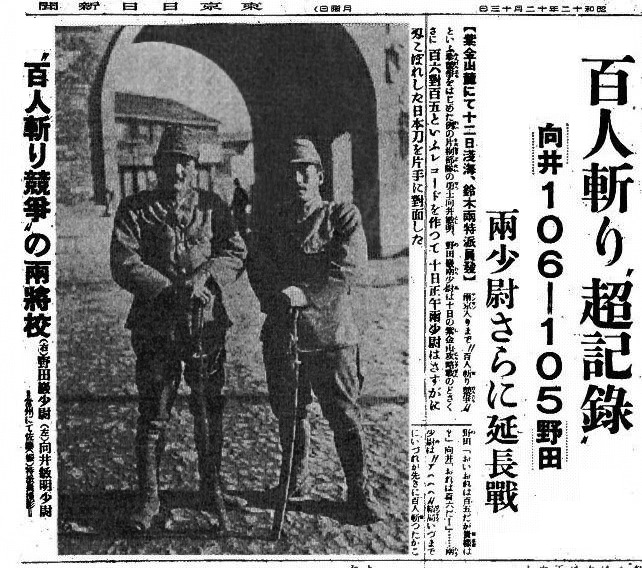
Artikel der Tokyo Nichi Nichi Shimbun vom 13. Dezember 1937 über den „Wettstreit“.
Mukai (links, 向井) und Noda (rechts, 野田)

1937 berichteten die Ōsaka Mainichi Shimbun und ihr Schwesterblatt, die Tokyo Nichi Nichi Shimbun, über einen Wettstreit zwischen den beiden Offizieren Toshiaki Mukai (向井 敏明 Mukai Toshiaki) und Tsuyoshi Noda (野田 毅 Noda Tsuyoshi), bei dem beide darum wetteiferten, wer zuerst mit seinem Schwert 100 Menschen umbringen kann. Der „Wettstreit“ fand vermutlich auf dem Weg der Armee nach Nanjing statt und wurde in vier Artikeln vom 30. November bis 13. Dezember 1937 behandelt. Die letzten beiden erschienen auch in einer Übersetzung in der englischsprachigen Tokioter Tageszeitung Japan Advertiser.
Beide Offiziere übertrafen den damaligen Berichten zufolge ihre Zielmarke, womit die Bestimmung des Siegers unmöglich wurde. Nach dem Artikel der Journalisten Asami Kazuo und Suzuki Jirō vom 13. Dezember in der Tokyo Nichi Nichi Shimbun beschlossen daher beide, einen neuen „Wettstreit“ zu beginnen, mit dem neuen Ziel, 150 Menschen zu töten. Die Schlagzeile dieses Artikels lautete:

「百人斬り〝超記録〟向井 106–105 野田／兩少尉さらに延長戰」

„Hyakunin-giri „chōkiroku“ Mukai 106–105 Noda / ryōshōi sara ni enchōsen“

„Der ‚unglaubliche Rekord‘ beim [Wettstreit,] 100 Menschen mit einem Schwert zu töten: Mukai 106, Noda 105 / Beide Leutnante gehen in die Verlängerung“

Andere Soldaten und Historiker betonen die Unwahrscheinlichkeit der zugeschriebenen Taten der Leutnante, Feind nach Feind im Zweikampf besiegt zu haben. Noda selbst sagte in einer Rede in einer Grundschule seiner Heimatstadt Folgendes:

„Tatsächlich habe ich nicht mehr als vier oder fünf Menschen im Zweikampf getötet … Wir wendeten uns einem feindlichen Graben zu, den wir eingenommen hatten, riefen ‚Ni Lai-Lai!‘ (Du, komm!) und die chinesischen Soldaten waren so dumm, alle auf einmal auf uns zuzukommen. Wir reihten sie dann auf und töteten sie von einem Ende zum anderen.“

## Militärtribunal
Nach dem Krieg fanden die Berichte ihren Weg in die Akten des Internationalen Militärgerichtshofs für den Fernen Osten („Tokioter Prozesse“). Die beiden Soldaten wurden an China ausgeliefert und vom Kriegsverbrechertribunal von Nanjing zum Tode verurteilt. Die Hinrichtung fand am 28. Januar 1948 in der Yuhuatai-Exekutionsstätte statt.

## Rezeption
In Japan geriet der „Wettstreit“ in Vergessenheit, bis Tomio Hora (洞 富雄 Hora Tomio), Professor für Geschichte an der Waseda-Universität, 1967 ein 118-seitiges Dokument zu den Ereignissen von Nanjing veröffentlichte. Diese Geschichte wurde erst 1971 von der Presse aufgenommen und damit der breiten Öffentlichkeit erneut zugänglich gemacht, als der Journalist Katsuichi Honda (本多勝一 Honda Katsuichi) in der Asahi Shimbun eine Reihe von Artikeln schrieb, die Interviews von chinesischen Überlebenden der Besatzungszeit und Massaker enthielten.
Diese Artikel entfachten eine Debatte über das Nanjing-Massaker mit der Wahrhaftigkeit des Tötungswettstreits als umstrittenstem Teil. In den folgenden Jahren stritten verschiedene Autoren, ob das Nanjing-Massaker überhaupt stattfand, und im gleichen Zug damit auch, ob der „Wettstreit“ eine Erfindung war.
In späteren Arbeiten stellte Honda die Aufzeichnungen über den Tötungswettstreit in den Kontext des Effekts auf die japanischen Streitkräfte in China. In einem Fall schrieb Honda über den Veteranen Shintarō Uno , der eine autobiografische Beschreibung darüber gab, welchen Effekt das Köpfen von neun Gefangenen nacheinander auf sein Schwert hatte. Uno vergleicht diese Erfahrungen mit denen der beiden Leutnante des „Wettstreits“. Obwohl er Geschichten von Zweikämpfen in seiner Jugend inspirierend fand, nahm er sie nach seinen Kriegserfahrungen nur noch als Exekutionen wahr. Uno fügte hinzu:

“Whatever you say, it’s silly to argue about whether it happened this way or that way when the situation is clear. There were hundreds and thousands of [soldiers like Mukai and Noda], including me, during those fifty years of war between Japan and China. At any rate, it was nothing more than a commonplace occurrence during the so-called Chinese Disturbance.”

„Was auch immer gesagt wird, es ist albern, darüber zu streiten, ob es auf diese oder auf jene Weise geschah, wenn die Situation klar ist. Es gab Hunderte und Tausende [Soldaten wie Mukai und Noda], mich eingeschlossen, während dieser 50 Jahre des Krieges zwischen Japan und China. Jedenfalls war es nichts mehr als ein alltägliches Ereignis während des sogenannten Chinesischen Zwischenfalls.“

2000 schrieb der Historiker Bob Wakabayashi, dass der „Tötungswettstreit selbst eine Erfindung war“, aber seine Kontroverse „steigerte das Wissen des japanischen Volkes um die Greueltaten und dessen Bewusstsein Täter in diesem Krieg der imperialistischen Aggression gewesen zu sein, trotz der gegenteiligen Anstrengungen der konservativen Revisionisten“. Der Historiker Joshua Fogel wies darauf hin, dass das Anerkennen der Zeitungsberichte „als wahr und genau, einen derartigen Vertrauensvorschuss erfordere, den kein ausgewogener Historiker machen kann“.
Die Nanking-Massaker-Gedächtnishalle in China enthält unter ihren vielen Ausstellungsstücken auch eines über den „Wettstreit“. Ein Artikel in der Japan Times meint, dass dessen Gegenwart es Revisionisten erlaube, eine „Saat des Zweifels zu säen“ über die Genauigkeit der gesamten Sammlung.
Eines der beim „Wettstreit“ verwendeten Schwerter befindet sich im Republic of China Armed Forces Museum in Taipeh, Taiwan.
Der „Wettstreit“ kommt in dem Film John Rabe von 2009 vor, wo er als Massenhinrichtung gezeigt wird.

## Gerichtsverfahren
Im April 2003 verklagten die Familien von Toshiaki Mukai und Tsuyoshi Noda die Mainichi Shimbun als Nachfolger der Ōsaka Mainichi Shimbun, die die Artikel 1937 veröffentlichte, die Asahi Shimbun und Katsuichi Honda (本多勝一 Honda Katsuichi) für die Artikel von 1971 sowie den Verlag Kashiwa Shobō wegen Verleumdung auf 36.000.000 Yen (etwa 270.000 €). Am 23. August 2005 wies Richter Doi Akio vom Bezirksgericht Tokio diese Klage ab, mit der Begründung, dass der „Wettstreit“ stattfand und keine Erfindung der Medien war. Weiter führte er aus, dass, obwohl der ursprüngliche Zeitungsbericht Falschbehauptungen enthalte, die Offiziere zugaben, 100 Menschen um die Wette ermordet zu haben, und man daher nur schwer behaupten könne, dass dies eine Fiktion sei.
Die Kläger zogen dann 2006 erfolglos vor das Obergericht Tokio und wandten sich nach erneuter Niederlage an den Obersten Gerichtshof, der ihre Klage jedoch abwies.

## Belege
1. ↑  Takashi Yoshida: The Making of the „Rape of Nanking“. History and memory in Japan, China, and the United States. Oxford University Press, Oxford u. a. 2006, ISBN 0-19-518096-8, S. 64.
2. ↑  Takashi Yoshida: A Battle over History: The Nanjing Massacre in Japan. In: Joshua A. Fogel (Hrsg.): The Nanjing Massacre in History and Historiography (= Asia. Local Studies, Global Themes. Band 2). University of California Press, Berkeley (CA) u. a. 2000, ISBN 0-520-22006-4, S. 70–132, hier S. 82 (englisch).
3. ↑  Honda: The Nanjing Massacre. 1999, S. 131–132.
4. 1 2 3  M. Kajimoto: The Postwar Judgement: II. Nanking War Crimes Tribunal. In: Nanking Atrocities (Nanjing Massacre). August 2000, archiviert vom Original (nicht mehr online verfügbar) am 16. Januar 2015; abgerufen am 13. Dezember 2024 (englisch).
5. ↑  Honda: The Nanjing Massacre. 1999, S. 128.
6. ↑  Wakabayashi: The Nanking 100-Man Killing Contest Debate. 2000, S. 307–340, S. 319.
7. ↑  Honda: The Nanjing Massacre. 1999, S. 125–127. In der englischen Übersetzung: Actually, I didn’t kill more than four or five people in hand-to hand combat … We’d face an enemy trench that we’d captured, and when we called out, ‘Ni, Lai-Lai!’ (You, come on!), the Chinese soldiers were so stupid, they’d rush toward us all at once. Then we’d line them up and cut them down, from one end of the line to the other.
8. ↑  Honda: The Nanjing Massacre. 1999, S. IX.
9. ↑  Takashi Yoshida: A Battle over History: The Nanjing Massacre in Japan. In: Joshua A. Fogel (Hrsg.): The Nanjing Massacre in History and Historiography (= Asia. Local Studies, Global Themes. Band 2). University of California Press, Berkeley (CA) u. a. 2000, ISBN 0-520-22006-4, S. 70–132, hier S. 81–82 (englisch).
10. ↑  Honda: The Nanjing Massacre. 1999, S. 126–127, Fußnote.
11. 1 2  Honda: The Nanjing Massacre. 1999, S. 128–132.
12. ↑  Wakabayashi: The Nanking 100-Man Killing Contest Debate. 2000, S. 307–340, S. 307, „the killing contest itself was a fabrication“, „increased the Japanese people’s knowledge of the Atrocity and raised their awareness of being victimizers in a war of imperialist aggression despite efforts to the contrary by conservative revisionists“.
13. ↑  Joshua A. Fogel: The Nanking Atrocity and Chinese Historical Memory. In: Bob Tadashi Wakabayashi: The Nanking Atrocity, 1937–38. Complicating the Picture (= Asia Pacific Studies. Past and Present. Band 2). Berghahn Books, New York (NY) u. a. 2007, ISBN 978-1-84545-180-6, S. 267–284, hier S. 280 (englisch).
14. ↑  Jeff Kingston: War and reconciliation: a tale of two countries. There’s no denying the Nanjing massacre took place, but does China’s Massacre Memorial show a path forward? Not quite. In: The Japan Times. 10. August 2008, S. 9 (englisch, archivierte Kopie. [Memento vom 5. Oktober 2016 im Internet Archive]).
15. ↑  Chris Hogg: Victory for Japan’s war critics. In: BBC News. 23. August 2005, abgerufen am 30. Mai 2015 (englisch).
16. ↑  hanketulist. Archiviert vom Original (nicht mehr online verfügbar) am 15. Januar 2007; abgerufen am 30. Mai 2015 (japanisch, Volltext der Gerichtsentscheidung).